# Dzharkent

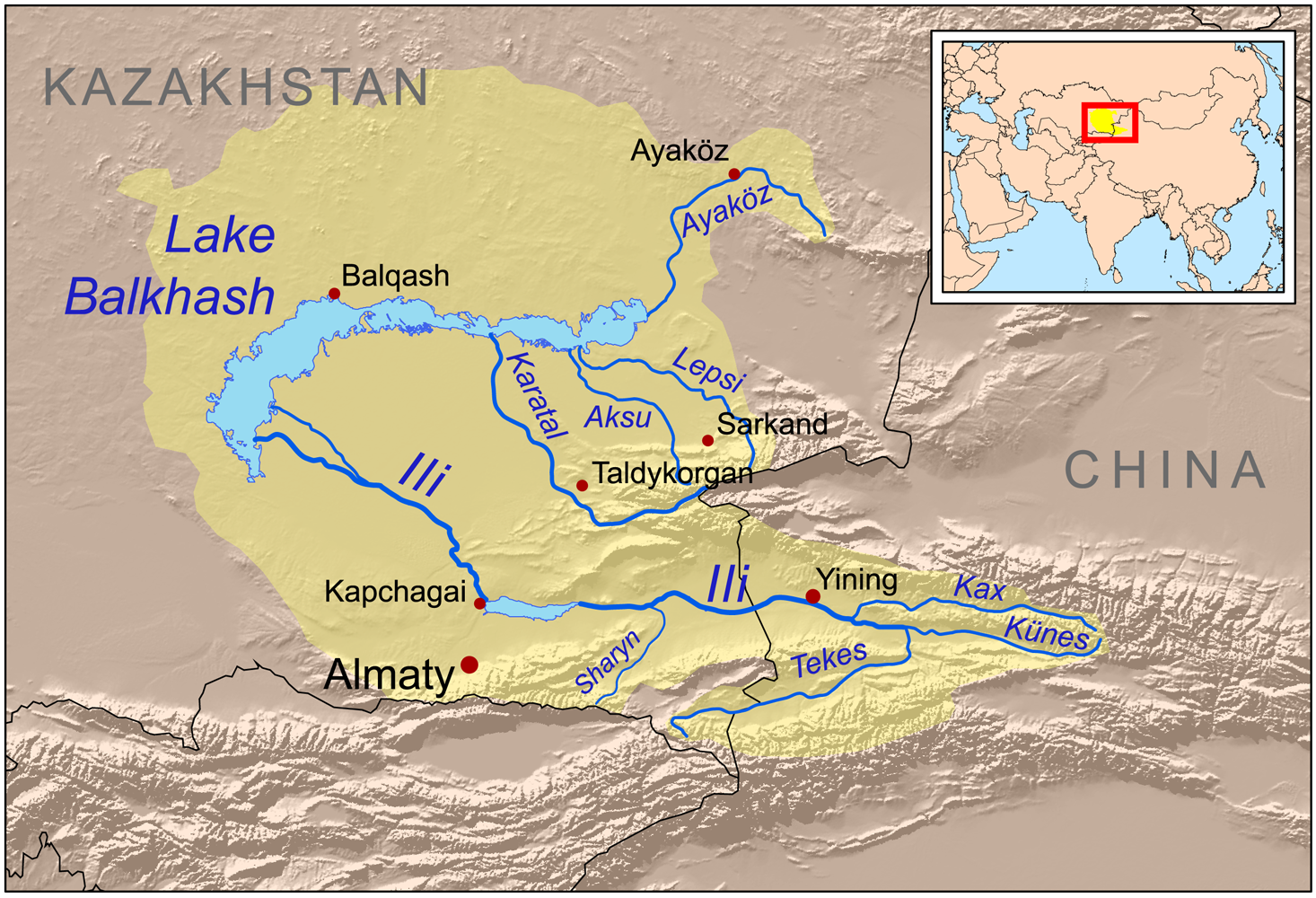
Dzharkent está situada ao norte do Rio Ili

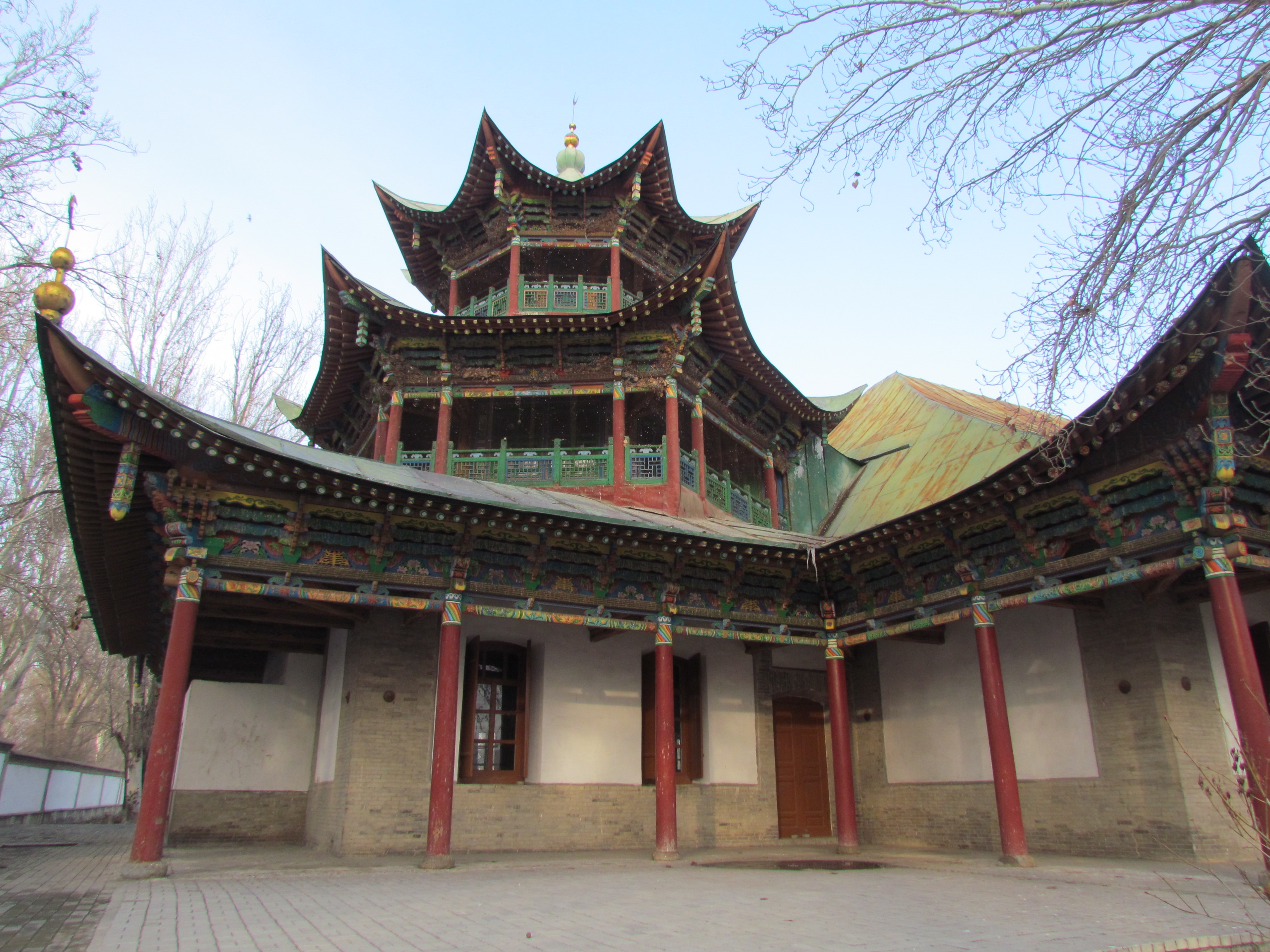
Mesquita de Zarkent.

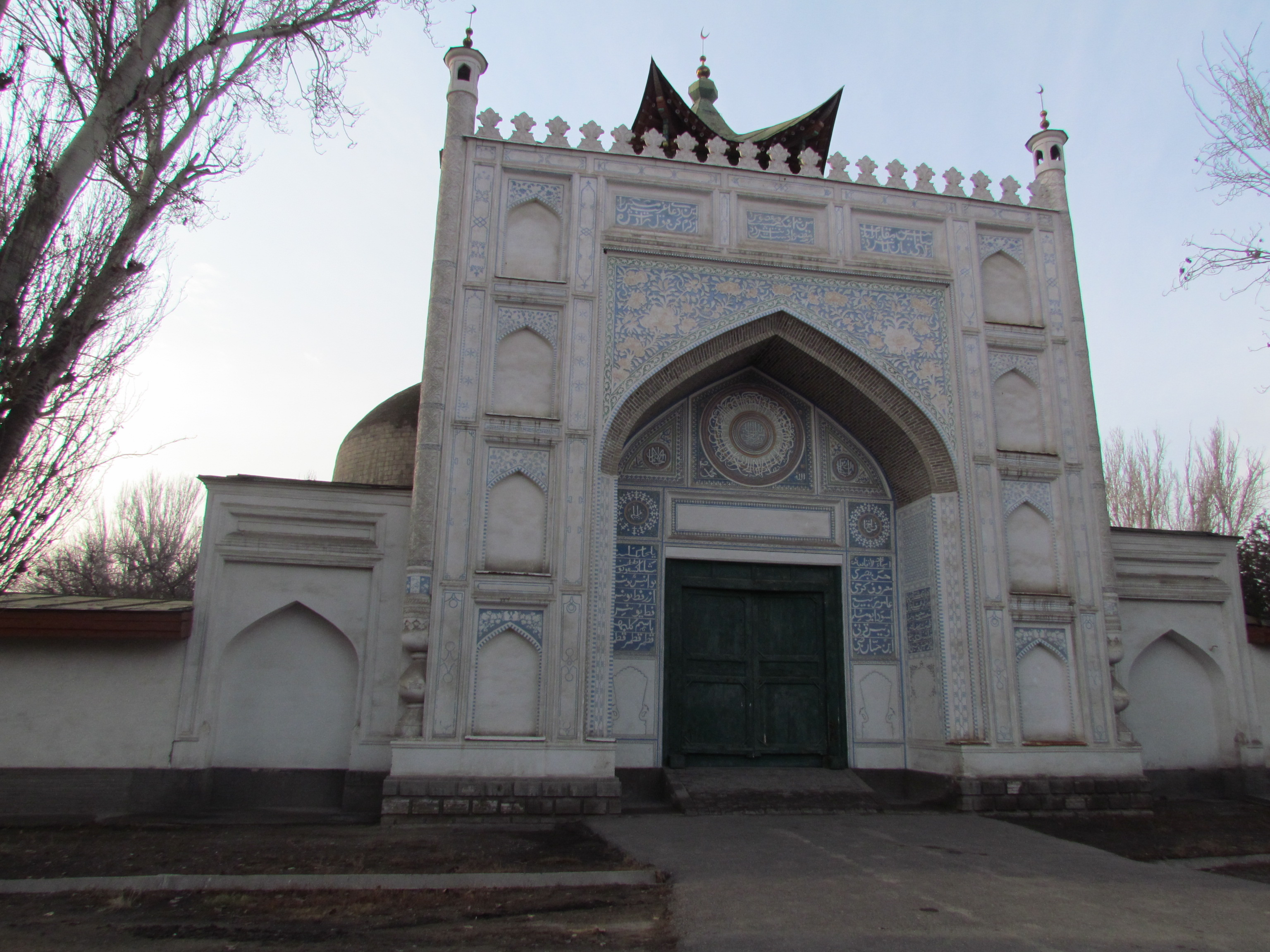
Mesquita de Zarkent.

Dzharkent ou Zharkent, é uma cidade situada no leste do Cazaquistão, ao norte do Rio Ili, próxima à fronteira com a China.
A região onde se situa a cidade passou a pertencer ao Império Russo em 1881, em decorrência do Tratado de São Petersburgo  Foi fundada em 1882. Em 1942, foi rebatizada como Panfilov, em homenagem ao Major General Ivan Panfilov, um herói da Batalha de Moscovo.
Sua população é majoritariamente composta por uigures. A principal atividade econômica da região é a produção de milho, mas também merecem destaque a produção de cerveja, tabaco, produtos artesanais e o comércio.
A sudeste da cidade, encontra-se o Deserto de Karakum. Ao sudoeste, encontra-se uma região pantanosa, que se liga ao Rio Ili. Ao norte está a Cordilheira Toksanbay. Na região encontram-se alguns afluentes do Rio Ili como os rios Usek, Burchan, Tishkan e Chizin, que drenam água do degelo da neve da Cordilheira Toksanbay.
A construção mais importante da cidade é a Mesquita de Zharkent. O levantamento de fundos para a construção teve início em 1887. O principal patrocinador e organizador do projeto foi um comerciante chamado Valiakhun Yuldashev, que contratou um arquiteto chinês chamado Hon Pik. Foi concluída em 1892..